# 黄红玭
黄红玭（1989年4月23日—），中国篮球运动员，效力于山西烈焰和中国国家队，曾参加2014年世界女子篮球锦标赛和2016年夏季奥运会女子篮球比赛。